# Kevin Nicolay
Kevin Nicolay (6 januari 1981) is een Belgisch voormalig voetballer die speelde als linksachter, of als verdedigende middenvelder.

## Spelerscarrière
Nicolay genoot z'n jeugdopleiding bij KFC Herenthout en KV Mechelen, alvorens bij RSC Anderlecht te belanden. Op 20 mei 2001 debuteerde hij er in het eerste elftal tegen Eendracht Aalst (hij viel in de 85e minuut in voor Yves Vanderhaeghe). 
Hij speelde er tot 2002, alvorens voor één seizoen verhuurd te worden aan De Graafschap in Nederland. Dat werd geen succes (wegens blessureleed) en Nicolay keerde terug naar Anderlecht. In 2003 werd hij verkocht aan Verbroedering Geel, maar daar bleef hij slechts één jaar. In 2004 verhuisde hij naar TSV Lyra. Anno 2010 speelt hij voor AC Olen. Anno 2016 is Kevin actief bij derdeprovencialer KFC Herenthout.